# Zavodska (métro de Kharkiv)
Zavod imeni Malysheva  (en ukrainien : Завод імені Малишева) est une station de la ligne Kholodnohirsko-Zavodska (L1) du métro de Kharkiv. Elle est accessible par la rue Plekhanivska (uk) dans le raïon Osnoviansky, à Kharkiv en Ukraine.
Mise en service en 1975, elle est desservie par les rames de la ligne 1. Le service est arrêté ou perturbé depuis l'invasion de l'Ukraine par la Russie en 2022.

## Situation sur le réseau

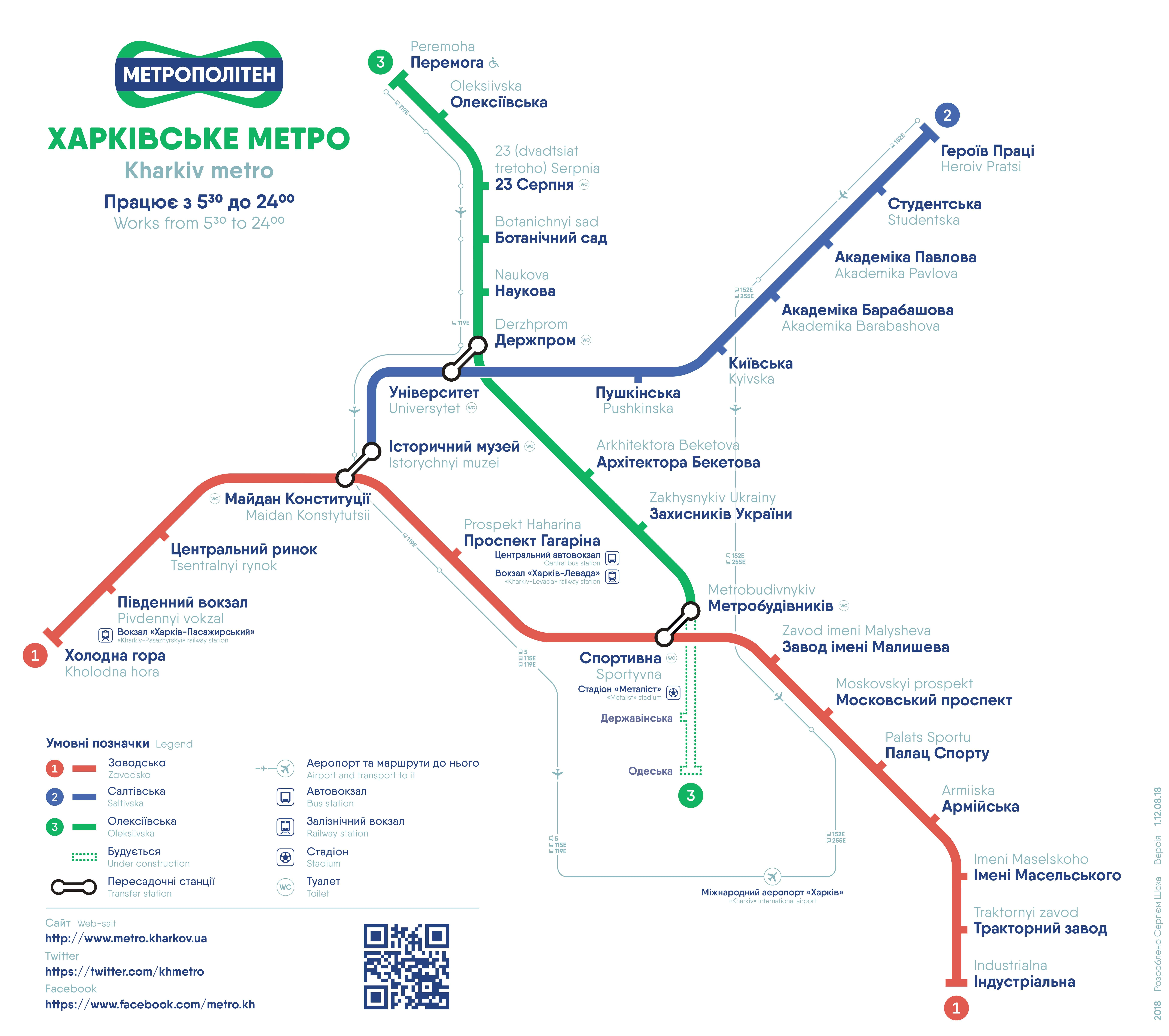
Plan du métro.

Établie en souterrain, la station Zavod imeni Malysheva, est une station de passage de la ligne Kholodnohirsko-Zavodska (L1) du métro de Kharkiv. Elle est située entre la station Sportyvna, en direction du terminus ouest Kholodna hora, et la station Turboatom, en direction du terminus est Industrialna.
Elle dispose d'un quai central encadré par les deux voies de la ligne.